# Zak Swanson
Zachary Swanson, né le 28 septembre 2000 à Cambridge en Angleterre, est un footballeur anglais qui évolue au poste d'arrière droit à Portsmouth.

## Biographie

### En club

#### Arsenal FC
Né à Cambridge, Swanson rejoint Arsenal à l'âge de 6 ans et progresse au sein de l'Académie Hale End, où il se distingue par sa polyvalence. Initialement milieu de terrain, il occupe également les postes de latéral gauche, latéral droit, défenseur central et milieu offensif durant la saison 2018-2019 au sein de l'académie d'Arsenal. Il signe son premier contrat professionnel avec Arsenal en avril 2019.
En août 2020, Swanson a rejoint l'équipe néerlandaise d'Eerste Divisie MVV Maastricht dans le cadre d'un prêt d'une saison. Après avoir fait seulement trois apparitions, il est rappelé en décembre 2020.
De retour à Arsenal, Swanson intègre régulièrement le groupe professionnel lors de la saison 2021-2022, figurant sur le banc lors de 15 journées consécutives de Premier League. Cependant, il ne fait aucune apparition en match officiel avec l'équipe première.

#### Portsmouth FC
Zak Swanson rejoint Portsmouth FC le 4 juillet 2022, en provenance d'Arsenal, signant un contrat de deux ans avec une option pour une année supplémentaire.
Dès sa première saison avec Pompey, Swanson s’impose rapidement comme un latéral droit fiable et combatif. Le 29 octobre 2022, il inscrit son premier but professionnel lors d’un match nul (1-1) contre Shrewsbury Town à Fratton Park. Il est régulièrement titularisé par l’entraîneur Danny Cowley, puis John Mousinho, et effectue un total de 25 apparitions toutes compétitions confondues au cours de la saison, inscrivant deux buts et démontrant une belle capacité de projection offensive.
La saison suivante, Swanson est freiné par une blessure à l'aine (pubalgie), qui le tient éloigné des terrains pendant plusieurs semaines. Il subit une intervention chirurgicale pour une blessure à l'aine en décembre 2023 et repris l'entraînement avec l'équipe première en février 2024, après une absence prolongée. Malgré son retour, il a été limité à seulement trois titularisations en championnat jusqu'à cette date. Il ne prend part qu’à 12 rencontres de championnat. Swanson participe à la dynamique collective ayant conduit Portsmouth à décrocher le titre de champion de League One et à retrouver la Championship, 12 ans après leur relégation.
De retour en forme pour la saison 2024-2025, Swanson retrouve une place régulière dans le onze de départ de Portsmouth en Championship. Le 26 décembre 2024, il se distingue en marquant un but contre Watford, lors d’une défaite 2-1, un match également marqué par une polémique autour de provocations entre joueurs.

## Style de jeu
Zak Swanson se distingue par sa polyvalence défensive. Formé initialement comme milieu de terrain à l'académie d'Arsenal, il évolue ensuite à divers postes défensifs, notamment comme arrière droit, arrière gauche, défenseur central et même milieu offensif durant sa formation. Swanson est également apprécié pour sa rigueur défensive, sa lecture du jeu et sa fiabilité dans les duels. Sur le plan technique, il possède une bonne qualité de passe et sait se projeter vers l’avant lorsqu’il évolue en tant que latéral.

## Documentaire télévisé
Swanson a participé à la docu-série sportive d'Amazon La Victoire sinon rien : Arsenal, qui documente le club en passant du temps avec les différents entraineurs, employés et les joueurs dans les coulisses sur et en dehors du terrain tout au long de leur saison 2021-22.

## Statistiques
| Saison                | Club                  | Championnat           | Championnat | Championnat | Championnat | Coupe nationale | Coupe nationale | Coupe nationale | Coupe de la Ligue | Coupe de la Ligue | Coupe de la Ligue | EFL Trophy | EFL Trophy | EFL Trophy | Total | Total | Total |
| Saison                | Club                  | Division              | M.          | B.          | P.d.        | M.              | B.              | P.d.            | M.                | B.                | P.d.              | M.         | B.         | P.d.       | M.    | B.    | P.d.  |
| 2019-2020             | Arsenal U23           | -                     | -           | -           | -           | -               | -               | -               | -                 | -                 | -                 | 2          | 0          | 0          | 2     | 0     | 0     |
| 2021-2022             | Arsenal U23           | -                     | -           | -           | -           | -               | -               | -               | -                 | -                 | -                 | 4          | 0          | 1          | 4     | 0     | 1     |
| Sous-total            | Sous-total            | Sous-total            | -           | -           | -           | -               | -               | -               | -                 | -                 | -                 | 6          | 0          | 1          | 6     | 0     | 1     |
| 2020-2021             | Arsenal FC            | Premier League        | -           | -           | -           | -               | -               | -               | -                 | -                 | -                 | -          | -          | -          | 0     | 0     | 0     |
| 2020-2021             | MVV Maastricht (prêt) | Eerste Divisie        | 3           | 0           | 0           | 0               | 0               | 0               | -                 | -                 | -                 | -          | -          | -          | 3     | 0     | 0     |
| 2022-2023             | Portsmouth FC         | League One            | 15          | 1           | 1           | 3               | 0               | 0               | 2                 | 0                 | 0                 | 5          | 1          | 0          | 25    | 2     | 1     |
| 2023-2024             | Portsmouth FC         | League One            | 12          | 0           | 0           | 1               | 0               | 0               | 2                 | 1                 | 0                 | 4          | 0          | 2          | 19    | 1     | 2     |
| 2024-2025             | Portsmouth FC         | Championship          | 30          | 1           | 1           | 1               | 0               | 0               | 1                 | 0                 | 0                 | -          | -          | -          | 32    | 1     | 1     |
| Sous-total            | Sous-total            | Sous-total            | 57          | 2           | 2           | 5               | 0               | 0               | 5                 | 1                 | 0                 | 9          | 1          | 2          | 76    | 4     | 4     |
| Total sur la carrière | Total sur la carrière | Total sur la carrière | 60          | 2           | 2           | 5               | 0               | 0               | 5                 | 1                 | 0                 | 15         | 1          | 3          | 85    | 4     | 5     |

## Palmarès

### En club
| Portsmouth FC (1)                                                    |
| - Championnat d'Angleterre de troisième division : - Champion : 2024 |